# Дмитриев, Олег Сергеевич
Оле́г Серге́евич Дми́триев (род. 18 ноября 1995, Вязьма, Смоленская область) — российский футболист, полузащитник астраханского «Волгаря».

## Биография
Начинал заниматься футболом в ДЮСШ города Вязьмы и в московских «Торпедо», ФШМ и «Динамо». В юношеские годы выступал на любительском уровне за команды Вязьмы («Техлит» и ФК ВФ МГИУ) и Смоленска («Камея-СГАФКСиТ»).
Первым профессиональным клубом для Дмитриева стал «Орёл», выступавший во втором дивизионе, в нём футболист провёл весеннюю часть сезона 2014/15. Летом 2015 года перебрался в Литву, где сначала выступал в первом дивизионе за «Палангу», а затем перешёл в клуб высшей лиги «Атлантас». Дебютный матч в чемпионате Литвы сыграл 15 сентября 2015 года против «Судувы», выйдя на замену на 80-й минуте вместо Андрюса Йокшаса. Со следующего сезона стал игроком основного состава команды. Принимал участие в матчах Лиги Европы.
Летом 2017 года подписал двухлетний контракт с калининградской «Балтикой». Дебютировал в её составе 9 августа 2017 года, выйдя на замену на 76 минуте в домашнем матче с «Енисеем» (0-5). В начале 2018 года был отдан в аренду в латвийский клуб «Спартак» (Юрмала). 2 февраля 2019 покинул «Балтику», став игроком «Урожая».
В июне 2019 года футболист стал игроком воронежского «Факела». 1 декабря 2022 года покинул клуб.
14 января 2023 года на правах свободного агента перешёл в московскую «Родину». По окончании сезона покинул клуб.
5 июля 2024 года перешёл в тульский «Арсенал».
8 февраля 2025 года стал игроком астраханского «Волгаря».

## Достижения
«Факел»
- Серебряный призёр Первого дивизиона: 2021/22